# 櫻倶楽部事件
櫻倶楽部事件（さくらクラブじけん）は、1943年9月から1945年9月にかけて日本軍の占領統治下にあったオランダ領東インドのジャワ島・バタビアの慰安所「櫻倶楽部」で、同施設の日本人経営者とその妻のヨーロッパ系女性らが、チデン抑留所を含むバタビアやその周辺都市から徴募したオランダ系を中心としたヨーロッパ系の女性・少女に対して、売春を強制していた事件。1946年にオランダ軍バタビア法廷で日本人経営者が禁固10年に処せられた。

## 事件

### 慰安所の開設
1943年6月2日にバタビアで「あけぼの食堂」を経営していた日本人の青地鷲雄は、軍政監部から、バタビアのホルニング（Horning）通りに慰安所を開設するように指示を受け、同棲していたヨーロッパ人女性のリース・ベールホルストらとともにその開設・運営を行うことになった。慰安所に付随してレストランとバーも設置され、これらの施設を「櫻倶楽部」と総称した。
「櫻倶楽部」は1943年9月10日に開店し、1945年9月に日本の降伏により閉店するまで営業していた。

### 慰安婦の募集と売春の強要
慰安所の開設・運営にあたっては、主にリース・ベールホルストがユーラシアンを含むヨーロッパ系の女性の募集・雇入れや日常の施設運営を行っており、青地は、施設の長として雇用を決定し、帳簿付けや軍政監部との連絡、物品の買付けなどに従事していたが、日常的な施設運営にはタッチしていなかった。
リース・ベールホルストや櫻倶楽部のヨーロッパ人女性従業員たちは、バタビアのシデン抑留所や、スマラン、バンドン、ジョグジャ、サラティガなどのバタビア以外のジャワ島の都市へも赴き、売春をさせる女性を募集した。青地は、櫻倶楽部の女性従業員とともに、バタビア以外の都市での募集を行った。
募集に応じた女性の中には、自発的に就職を希望した女性もいた。しかし、最低賃金の50ギルダーを得るためには1晩に3人の客と寝なくてはならないなど仕事の内容は苛酷で、辞めたいと申し出ると、殴打されたり、憲兵に連れていかれると脅されたりしたため、自由に仕事を辞めることはできず、実際に慰安所を脱走して憲兵隊に捕まり1週間ほど監禁されたり、辞職を申し出てたところ他の女性を煽動したとして「政治情報部」に逮捕され、刑務所へ送られ収監された例もあった。雇用された慰安婦の氏名は憲兵隊に通知され、憲兵隊は2-3ヵ月に1度施設を視察していた。
1943年7-9月にシデン抑留所で募集に応じた女性たちは、募集時には、「櫻倶楽部にはサービス・ガールの仕事と売春の仕事があるが、彼女たちが就くのはサービス・ガールの仕事であり、売春をする必要はない」と説明を受け、抑留所生活での生活苦から、収入を得るため就職を申し出たが、実際には就職して間もなく日本人への売春を強要された。
また1944年3-4月にスマランから徴集された女性・少女たちは、「バタビアのレストランで給仕をする仕事だ」と説明を受け、当初応じるつもりはなかったが、「徴募を拒否すると『政治情報部』ないし警察に捕まり、外海諸島に送られる」と脅されたため募集に応じ、就職後間もなく売春を強要された。
櫻倶楽部で働いていた看護婦は、慰安婦として働いていた女性たちは、前借りをしていることも多く、辞めることは困難だったこと、また12歳や14歳の少女も働いていたと証言している。

### 日本側の資料から
終戦から9年後の1954年、当時を知る朝日新聞記者らによって編まれた『秘録大東亜戦史 蘭印編』は、「ジャワの日本人」先覚者として、青地鷲雄を詳述する。
朝日記者河合政によれば、青地は大正期から夫婦でジャワに渡り、日本人相手のホテルを経営した。困窮する日本人には、1,2ヵ月でも無料で泊まらせ、激励しては仕事を世話した。インドネシア語はもとより、オランダ語も英語も流暢であったため、日本人の裁判には通訳を務めた。
青地が企画担当者として再び蘭印に渡った時は、既にホテル業は割込む隙もなく、仕方なく海軍の勧めで慰安所を引き受けた。必要な女性は抑留所から希望者を募り、未成年者は断って、いちいち契約書に署名させていた。
ところが敗戦を機に、青地は抑留中のオランダや混血の女性を誘拐して、軍相手の慰安婦にしたということで逮捕され、戦犯として軍事裁判に掛けられた。裁判では、希望して働いたはずの女は被害者として証言し、青地が甘言をもって誘惑し未成年者までも強制したとされ、無期を判決された。判決から数日後に獄中で死亡しているのが発見された。
慰安所で働いていた女たちも決して青地を憎んでいなかったらしい。女たちは青地を罪におとさねば、自分たちの生きる道がなかったのである、と河合は記す。

## 戦犯裁判

### 起訴
青地は1946年4月13日に拘禁され、同年9月28日にバタビア臨時軍法会議の審判に付託された。
公判は同年10月21日から行われ、青地は、1943年9月頃から1945年9月頃までの間、日本の民間人のために開設された「櫻倶楽部」の経営者として、雇い入れた女性や少女に、憲兵の介入を示唆して直接・間接的に脅迫し、また外出を制限するなどして、売春を強要したことが戦争犯罪にあたるとして起訴された。求刑は15年の有期刑。

### 公判
公判で青地は、慰安婦たちは17歳以上で、募集にあたり仕事の内容について充分に説明を受けており、自らの判断で契約を解除できたと主張した。また慰安婦を雇用したときに憲兵隊にその氏名を通知していたものの、青地自身は募集や辞職の申し出があったときの引き止めのために暴力や脅しを用いたことはなく、リース・ベールホルストらも、自分を介さずに憲兵を呼ぶことはできなかったから、そのような脅迫をしたとは思えない、と主張した。
これに対して、「櫻倶楽部」で慰安婦として働いていた複数の女性が、
- 募集に際してサービス・ガールとしての仕事だと説明され、売春する必要はないと説明されたが、実際には売春を強要されたこと
- 募集を拒否すると警察に捕らえられ、外海諸島に送ると脅迫された例があったこと
- 募集への応募を自発的に行っていても、仕事の内容は苛酷で、売春を拒否したり、辞職を申し出たりすると、殴られたり、憲兵の介入を示唆して脅迫されたりしたこと
- 実際に脱走して憲兵に捕らえられたり、辞職を申し出て政治情報部に捕らえられ、刑務所に収監された例があったこと
- 17歳未満（12-16歳）の少女も働かされており、当初サービス・ガールやバーの店員として雇い入れられたとしても、最終的には売春をさせられていたこと

などを証言した。

### 判決
1946年11月15日に、裁判所は、被告人は否定しているものの、被害者の証言から、慰安婦として働いていた女性たちは「櫻倶楽部」を自由意志で離れることを許されず、憲兵隊の介入は口先だけの脅しでなく、実際に憲兵隊に拘引された事例があったことを認め、脅迫は主としてリース・ベルホルストによってなされたものであるが、被告人は施設の最高責任者であり、憲兵は被告人の要請に応じて慰安婦に関する苦情に対応していたし、リース・ベルホルストは被告人と同棲している彼の部下であったから、彼女が慰安婦たちをどう扱っていたか知っていたはずであり、また指示を与えていたことは確実だ、として「売春の強制」に関する青地の責任を認定し、禁固10年の判決を下した。

## 靖国合祀
青地は服役中の1946年12月27日に病死した。青地は民間人だったが、受刑・服役中に死亡したため、「法務服役者」として靖国神社に合祀された。